# حجة المحبة
الحجة من المحبة هي حجة لوجود الله. باعتبار أن الحب يؤكد وجود الروح التي تدل على الله. ومسألة الحب وقوته أمر تعرفه البشرية ولا ينكره حتى الملحدين وإن أحالوه إلى تعليلات تفقده معناه، يقول الملحد دوكنز في رسالة إلى ابنته «يوجد الكثير الأدلة بأن أحد ما يحبك، فخلال مرور الوقت معه سترين وتسمعين الكثير من أجزاء الأدلة الصغيرة التي تتراكم وتجتمع، والأمر ليس مجرد إحساس داخلي صاف فقط، مثل ما يدعوه المتدينين الوحي، بل هنالك أشياء خارجية تدعم الإحساس الداخلي: النظرات إلى العيون، واللهجة الناعمة في الصوت، والقليل من اللطف والإحسان، كل هذه أدلة حقيقية.» وحجة المحبة وإن كان استخدامها منتشر في الديانات إلا أن المسيحية تطرحها بنسخة خاصة ضمن تصوراتها التي تتميز بها من الثالوث والفداء وأن الله محبة (وبالمقارنة فالتصور اليهودي والإسلامي يقر صفة الحب في الله ولكن لا يغالي فيها).

## حجة المحبة لوجود الله
( الخير الكلي)
يقترح توم رايت أن الفلسفة المادية والشكوكية "قد جعلا عالمنا قاسيًا كالإسمنت، مما جعل الناس يخجلون من الاعتراف بأنهم مروا بتجارب دينية عميقة وقوية". حقيقة الحب على وجه الخصوص ("تلك المعرفة المتبادلة والمثمرة والثقة والمحبة التي كانت إرادة الخالق" ولكننا "غالباً ما نجدها صعبة للغاية")، وكل مجال العلاقات الإنسانية عمومًا، هي علامة أخرى تبعدنا عن الفلسفة المادية وتأخذنا نحو العناصر الروحية الدينية. الوجود الحقيقي للحب هو سبب مقنع لحقيقة الإيمان. وقد ذكر بول تيليش (في عام 1954) أنه حتى سبينوزا "يرفع الحب من عالم العواطف إلى عالم الوجود. ومن المعروف أنه منذ أمبادوقليس وأفلاطون إلى أوغسطين وبيكو، إلى هيجل وشيلينج، إلى الوجودية وعلم النفس العميق، لعب الحب دورًا رئيسيًا في علم الوجود." وأن "الحب هو الوجود الحقيقي، والحب هو القوة المحركة للحياة" وأن فهم هذا يجب أن يدفعنا إلى "التحول من حالة المذھب الأسمي الساذجة التي يعيش فيها العالم الحديث" (المذهب الاسمي يكون بإنكار وجود المفاهيم المجردة أو إنكار الكليات".
يقول اللاهوتي مايكل لويد إلى أنه "في نهاية الأمر، توجد مجموعتان محتملتان فقط من الرؤى حول الكون الذي نعيش فيه. فهو في جوهره إما شخصي أو غير شخصي...عشوائي ومؤقت [أو نشأ] عن العلاقة والإبداع والبهجة والحب".
يلخص الفيلسوف الكاثوليكي بيتر كريفت الحجة بأنها «الحب هو أعظم المعجزات، فكيف لقرد متطور أن ينشئ فكرة نبيلة عن حب يضحي بالذات؟ الحب البشري لأننا خلقنا على صورة الله... إن كنا خلقنا على صورة القرد كينغ كونغ بدلاً من أن نخلق على صورة الله، فمن أين جاء القديسين؟» عبر الفيلسوف ألفين بلانتينغا عن الحجة بعبارات مماثلة بعد مقارنة تفسير الحب بين التصور التطوري والتصور الإلهي.

## المتغيرات

### مقارنة عقلانية الإيمان بالله والحب
البديل على الحجة هو الدفاع عن عقلانية الإيمان بالله مقارنة الإيمان بالله عن طريق الحب، وإن قيل أنه غير منطقي أن تحب شخصًا، فعندها يكون غير منطقي أن تؤمن بالله. يقترح الفيلسوف روجر سكروتون: «قفزة الإيمان - وضع حياتك في خدمة الله - هي قفزة على حافة العقل. لكن هذا لا يجعلها قفزة غير عقلانية، أكثر من وصفنا حالة الوقوع في الحب بأنها أمر غير عقلاني.»

### الطبيعة القوية لحب الله لنا
البديل الآخر للحجة هو أن دليل محبة الله لنا قوي بما فيه الكفاية بحيث يصدقه الناس، ومن ثَمَّ فمن باب أولى يؤمنوا بالله.